# Like This
「Like This」（ライク ディス）は、日本の男性アイドルグループDA PUMPの22枚目のシングルである。2005年6月8日発売。発売元はavex tune。

## 概要
- 通常盤と初回限定盤の2種リリース。初回限定盤には「Like This」のPVとメイキングを収録したDVD付き。
- 売り上げ枚数1万5847枚。
- PV監督は小林啓一。
- 当時、アメリカで流行っていたダンス「クランプ」を取り入れたいとして、メンバーが自ら踊った映像をavexにプレゼンしに行ったところ、「パフォーマンス重視の作品にしよう」となり、製作が決まった。
- 振り付けは、1日で完成させた。
- この曲から「ALRIGHT!」まで、音楽重視で聴いてもらいたいということでジャケットにはメンバーが写っていなかった。
- 2005年12月31日CDTVスペシャル年越しプレミアライブに出演。SHINOBUを除く3人で披露され、これが唯一のテレビ披露となった。
- 「Still in my heart」は、ISSAがR・ケリーが好きで、R.Kellyのようなギターリフの入った楽曲を自分たちでもやりたいという意見が出て製作された。歌詞は「報われない恋にハマった男の人が主人公」がテーマとなっている。
- 「Bambism of Asia」は、「月明かりに照らされた竹林の中に踊り子がいる感じ」というテーマで作られた楽曲で、5枚目のオリジナルアルバム『疾風乱舞 -EPISODE II』に収録されている「Riddim to Go」のビートをそのままサンプリングしている。

## 収録曲

### 通常盤
1. Like This(4:20)
作詞・作曲：KEN、編曲：YUKINARI
2. Still in my heart(4:11)
作詞・作曲・編曲：KEN
3. Bambism of Asia(3:57)
作詞・作曲・編曲：KEN
4. Like This-Full Orchestra Mix-(4:40)
5. Like This-Back Track-(4:20)
6. Still in my heart-Back Track-(4:11)
7. Bambism of Asia-Back Track-(3:55)

### 初回限定盤
1. Like This(4:20)
2. Still in my heart(4:11)
3. Bambism of Asia(3:57)
4. Like This-Back Track-(4:20)
5. Still in my heart-Back Track-(4:11)
6. Bambism of Asia-Back Track-(3:55)

DVD
1. Like This
2. CLIP MAKING

## 各曲の収録アルバム

### Like This
- オリジナル『LEQUIOS』（2005年12月28日）
- ベスト『Da Best of Da Pump 2 plus 4』（2006年3月8日）

### Bambism of Asia
- ベスト『Da Best of Da Pump 2 plus 4』（2006年3月8日）
※A Hundred Birds remix

## タイアップ
- Like This：ギャガ・コミュニケーションズ配給映画『サハラ 死の砂漠を脱出せよ』日本版イメージソング